# Port lotniczy Banjarmasin
Port lotniczy Banjarmasin (IATA: BDJ, ICAO: WAOO) – port lotniczy położony 10 km na południowy zachód od Banjarbaru i 25 km na południowy wschód od Banjarmasin, w prowincji Borneo Południowe, na Borneo, w Indonezji.